# Mare de Déu de la Humilitat (Fra Angelico)
Mare de Déu de la Humilitat (títol original: Madonna dell'Umiltà) és un quadre del pintor florentí Fra Angelico pintat entre el 1433 i 1435 i exposat actualment al Museu Nacional d'Art de Catalunya, cedit en dipòsit pel Museu Thyssen-Bornemisza.
En aquesta obra, apareix la Mare de Déu asseguda amb el nen, que està dret, a la seva falda. La Verge porta un mantell blau amb les vores daurades i una túnica vermella. Sobre el cap ostenta una aurèola amb la inscripció AVE MARIA GRATIA PLENA. A la mà dreta, porta una gerra amb una rosa i una assutzena, i a l'esquerra subjecta el nen tendrament i delicada.
El nen vesteix un túnica rosa amb un cinturó blau clar. Sobre el cap ostenta també una aurèola. El nen dona a la seva mare una assutzena, símbol que al·ludeix a la puresa. Tres àngels subjecten un cortinatge daurat i decorat amb sanefes negres a manera de baldaquí, mentre uns altres dos, asseguts als peus de la Mare de Déu i el nen, toquen uns instruments musicals. Un d'ells toca l'orgue, mentre l'altre toca el llaüt. Fra Angelico utilitza el daurat profusament en aquesta obra, que la dota de major caràcter diví i ens mostra una Mare de Déu jove i innocent. El seu semblant conserva encara un cert hieratisme propi de la tradició medieval. Les representacions de les Mares de Déu amb el nen van ser molt freqüents a partir del segle xiii i han perdurat fins al segle xx.